# Agapanthiola sinae
Agapanthiola sinae är en skalbaggsart som först beskrevs av Rolf Martin Theodor Dahlgren 1986.  Agapanthiola sinae ingår i släktet Agapanthiola och familjen långhorningar. Inga underarter finns listade i Catalogue of Life.